# José Luis Urquieta
José Luis Urquieta (Ciudad de México, México, 20 de marzo de 1949) es un cineasta mexicano. Ha dirigido tanto películas comerciales, como cine social.

## Biografía

### Primeros años
De familia humilde, abandonó sus estudios para apoyar con los gastos en casa, después de probar suerte en varios oficios, en 1963, con tan sólo 14 años, comenzó a trabajar en los Estudios América, primero en el área de construcción, después como pizarrista, microfonista, asistente de operador de cámara y script.

## Dirección
En 1978, debutó como director con Al filo de los Machetes, película que aborda la lucha agraria en el Estado de Tamaulipas contra caciques locales arropados por autoridades corruptas. Esta cinta le valió la nominación al Ariel y la obtención de la Diosa de Plata como Ópera Prima en 1981.
Durante la década de los 80, realizó varios melodramas que abordan el tema de la migración entre México y Estados Unidos, es el caso de El Puente, Tres veces mojado, La Camioneta Gris y Los Tres Gallos, películas que contaron con la participación de actores populares, como Los Tigres del Norte, Mario Almada, Rafael Inclán, Ignacio López Tarso, entre otros.
En 1987, estrenó Muelle Rojo, película social que muestra la historia del sindicato de alijadores de Tampico.

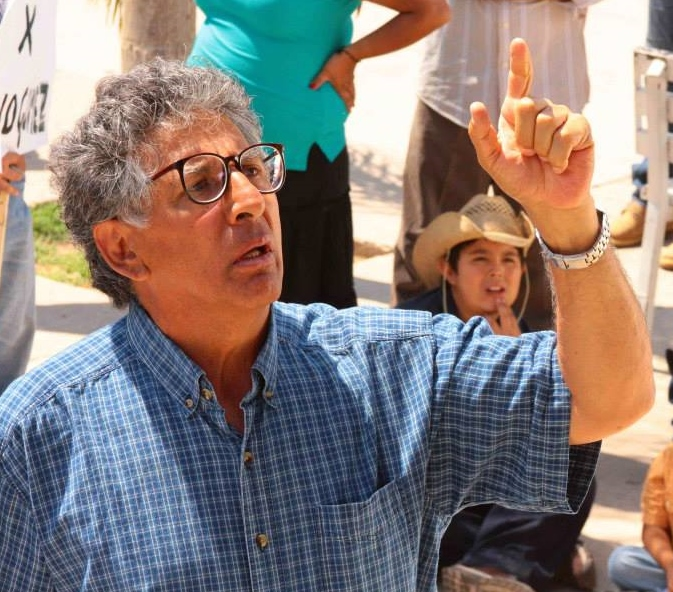
José Luis Urquieta dirigiendo Las Armas, 2012

 Tras años de ausencia en la industria cinematográfica, Urquieta acordó con el escritor Carlos Montemayor,  llevar a la pantalla grande la novela histórica Las Armas del Alba, que narra los pormenores que llevaron a un reducido grupo de profesores normalistas a buscar justicia a través de un ataque guerrillero conocido como el asalto al cuartel de Madera, acaecido el 23 de septiembre de 1965 en la Sierra Tarahumara, Chihuahua. El proyecto demoró cerca de una década en materializarse bajo el título Las Armas.

## Filmografía
- Al filo de los machetes (1978)
- Discotec fin de semana (1978)
- El Zorro Blanco (1979)
- Herencia de muerte (1980)
- Contrabando Humano (1980)
- Cazador de asesinos (1981)
- Aborto, canto a la vida (1981)
- Tijuana Caliente (1981)
- Un verdadero trinquitero (1982)
- La Pintada (1982)
- Los peseros (1982)
- Los fayuqueros de Tepito (1982)
- Los hijos de... Peralvillo (1983)
- El traficante (1983)
- Matanza en Matamoros (1984)
- Silencio Asesino (1984)
- El Traficante II (1984)
- El Puente (1984)
- Operación Marihuana (1985)
- El contrabandista (1985)
- Al filo de la Ley (1985)
- La tumba del mojado (1985)
- La Alacrana (1986)
- Camino al Infierno (1986)
- Dos machos que ladran no muerden (1986)
- Muelle Rojo (1987)
- Solitario Indomable (1987)
- Días de violencia (1987)
- La buena, la mala y la golfa (1987)
- Tres veces mojado (1989)
- La camioneta gris (1989)
- Los tres gallos(1990)
- Alto poder (1990)
- El asesino del metro (1990)
- Bronco (1990)
- El puente II (1993)
- Más fuerte que la sangre (1993)
- Salto al vacío (1994)
- El baile (1999)
- Las armas (2013)